# Варсонофий (Охотин)
Епископ Варсонофий (в миру Яков Петрович Охотин; 17 [29] марта 1830, Красное, Тамбовская губерния — 12 [24] августа 1895, Симбирск) — епископ Русской православной церкви, епископ Симбирский и Сызанский.

## Биография
Родился в семье диакона села Красного Лебедянского уезда Тамбовской губернии (ныне Лебедянский район Липецкой области).
Окончил Лебедянское духовное училище. В 1850 году окончил Тамбовскую духовную семинарию и поступил в Казанскую духовную академию.
4 июня 1853 года пострижен в монашество с именем Варсонофий. 26 июля 1853 года рукоположён в сан иеродиакона. 8 июля 1854 года рукоположён в сан иеромонаха.
В 1854 году окончил Казанскую духовную академию. В 1855 году удостоен степени магистра богословия.
9 октября 1854 года был определён преподавателем в Казанскую духовную семинарию, в которой трудился более 20 лет, сначала преподавателем Священного Писания и помощником инспектора. 8 ноября 1855 года назначен инспектором той же семинарии.
4 января 1864 года назначен настоятелем Кизического монастыря, в связи с чем 13 января того же года возведён в сан архимандрита.
31 марта 1864 года назначен ректором Казанской духовной семинарии.
В 1864—1867 годах являлся действительным членом конференции Казанской духовной академии, в 1867 году исполнял должность ректора академии.
В 1864—1871 годах был настоятель Казанского Иоанно-Предтеченского монастыря, одновременно управлял Казанскими Зилантовым монастырём (1865) и монастырём в честь Преображения Господня (1867—1868).
В 1864—1869 годах являлся членом духовной консистории. Состоял в комитетах по преобразованию духовно-учебных заведений (1863—1866), казанского губернского статистического (1866—1870), в комитете, управлявшем городскими и общественными библиотеками (1872—1875), и др.
В январе 1875 году вызван на чреду священнослужения в Санкт-Петербург.
9 сентября 1876 года назначен, 31 октября в Санкт-Петербурге хиротонисан во епископа Екатеринбургского, викария Пермской епархии.
Ещё не уехав из Санкт-Петербурга, получил 19 ноября другое назначение — епископом Старорусским, викарием Новгородской епархии. 7 сентября 1879 года совершил переложение мощей Мстислава Храброго в новую раку, работы С. Ф. Верховцева, в Софийском соборе в Новгороде.
С 28 сентября 1882 года — епископ Симбирский и Сызанский.
Старался содействовать просвещению чувашей, хотя этому делу многие из мирской знати противились. Был сторонником системы Николая Ильминского, поддерживал симбирскую чувашскую учительскую школу, рукополагал во священники чувашей. Дело по введению среди чувашей школ он проводил осмотрительно и постепенно.
В 1884 году избран почётным членом Палестинского православного общества. С 1887 года — председатель Симбирского епархиального комитета Православного миссионерского общества.
7-25 июля 1885 года участвовал в Казанском совещании архиереев Поволжья, где обсуждалась миссионерская деятельность Церкви в регионе, работал в составе 1-й комиссии, занимавшейся вопросами религиозно-нравственного состояния общества.
С 1892 года — почётный член Казанской духовной академии.
При нём в Симбирске открылся Покровский монастырь, построены новые здания для трёх духовных училищ, расширено здание духовной семинарии.
Скончался 12 августа 1895 года. Погребён в Троицком кафедральном соборе в особой усыпальнице рядом с могилой епископа Евгения в усыпальнице под алтарем Николаевского зимнего кафедрального собора . Весь капитал архиерей завещал богадельне для лиц духовного звания (10 тыс. р.) и Старо-Костычевской женской общине Сызранского уезда (7 тыс. р.).